# Окулярник норфолцький
Окулярник норфолцький (Zosterops albogularis) — вид горобцеподібних птахів родини окулярникових (Zosteropidae). Ендемік острова Норфолк. Імовірно, є вимерлим.

## Опис
Довжина птаха становить 13-14 см, вага 30 г. Голова зеленувата. шия оливково-зелена, горло і живіт білі. Навколо очей характерні білі кільця. Виду не притаманний статевий диморфізм.

## Поширення і екологія
Норфолцькі окулярники є ендеміками острова Норфолк. Вони живуть в лісовому масиві площею 5 км² на горі Пітт.

## Поведінка
Норфолцькі окулярники харчуються плодами, ягодами, нектаром і комахами. Сезон розмноження триває з жовтня по грудень. Гніздо чашоподібне, в кладці 2 білих яйця. Інкубаційний період триває 11 днів. пташенята покриваються пір'ям на 11 день.

## Збереження
МСОП класифікує цей вид як такий, що знаходиться на межі зникнення, однак уряд Австралії з 2000 року вважає птаха вимерлим. Зменшення популяції птаха почалося, коли на острів був інтродукований сивоспинний окулярник, який почав конкурувати з ендемічним видом. З 1940-х років додалася загроза з боку інвазивних щурів. Знищення природного середовища призвело до того, що популяція птаха зменшилась до 50 видів в 1962 році. В 1986 році був заснований Національний парк острова Норфолк, зокрема з метою зберегти популяцію норфолцьких окулярників, однак в 1978 році дослідники спостерігали лише 4 птаха цього виду. Вид не спостерігався з 1980 року, хоча і надходили неперевірені свідчення про спостереження птаха в 2000 і 2005 роках. Під час експедиції 2009 року птах не був помічений.